# 沙拉瑪蝨蚜
沙拉瑪蝨蚜（学名：Neothoracaphis saramaoensis）为扁蚜科背蝨蚜屬下的一个种。